# Chiloschista
Chiloschista, abbreviated Chsch là một chi phong lan gồm hơn 20 loài bản địa Đông Nam Á. Không giống như phần lớn phong lan, chúng có xu hướng không có lá hay with only a few occasional leaves, being composed principally of aerial roots equipped with photosynthetic cells.

## Các loài
1. Chiloschista extinctoriformis Seidenf., Opera Bot. 95: 178 (1988).
2. Chiloschista exuperei (Guillaumin) Garay, Bot. Mus. Leafl. 23: 166 (1972).
3. Chiloschista fasciata (F.Muell.) Seidenf. & Ormerod, Opera Bot. 124: 64 (1995).
4. Chiloschista glandulosa Blatt. & McCann, J. Bombay Nat. Hist. Soc. 35: 488 (1932).
5. Chiloschista godefroyana (Rchb.f.) Schltr., Repert. Spec. Nov. Regni Veg. Beih. 4: 275 (1919).
6. Chiloschista guangdongensis Z.H.Tsi, Acta Phytotax. Sin. 22: 481 (1984).
7. Chiloschista loheri Schltr., Bot. Jahrb. Syst. 56: 491 (1921).
8. Chiloschista lunifera (Rchb.f.) J.J.Sm., Orch. Java: 553 (1905).
9. Chiloschista parishii Seidenf., Opera Bot. 95: 176 (1988).
10. Chiloschista phyllorhiza (F.Muell.) Schltr., Bot. Jahrb. Syst. 56: 492 (1921).
11. Chiloschista ramifera Seidenf., Opera Bot. 95: 179 (1988).
12. Chiloschista rodriguezii Cavestro & Ormerod, Orchidophile (Asnières) 166: 180 (2005).
13. Chiloschista segawae (Masam.) Masam. & Fukuy., Bot. Mag. (Tokyo) 52: 247 (1938).
14. Chiloschista sweelimii Holttum, Orchid Rev. 74: 147 (1966).
15. Chiloschista taeniophyllum (J.J.Sm.) Schltr., Bot. Jahrb. Syst. 56: 492 (1921).
16. Chiloschista treubii (J.J.Sm.) Schltr., Bot. Jahrb. Syst. 56: 492 (1921).
17. Chiloschista trudelii Seidenf., Orchidee (Hamburg) 38: 310 (1987).
18. Chiloschista usneoides (D.Don) Lindl., Edwards's Bot. Reg. 18: t. 1522 (1832).
19. Chiloschista viridiflava Seidenf., Opera Bot. 95: 175 (1988).
20. Chiloschista yunnanensis Schltr., Repert. Spec. Nov. Regni Veg. Beih. 4: 74 (1919).

## Hình ảnh

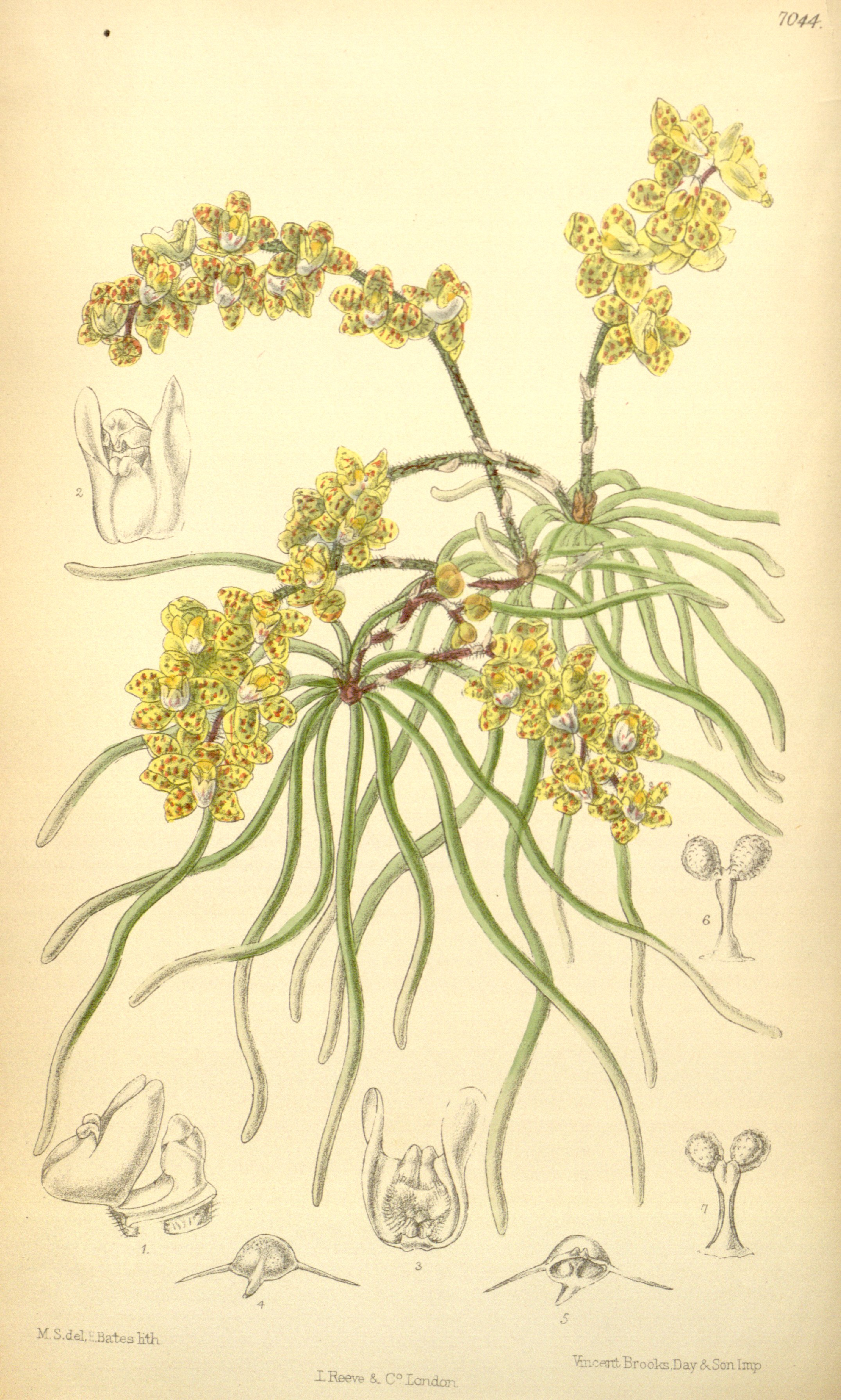
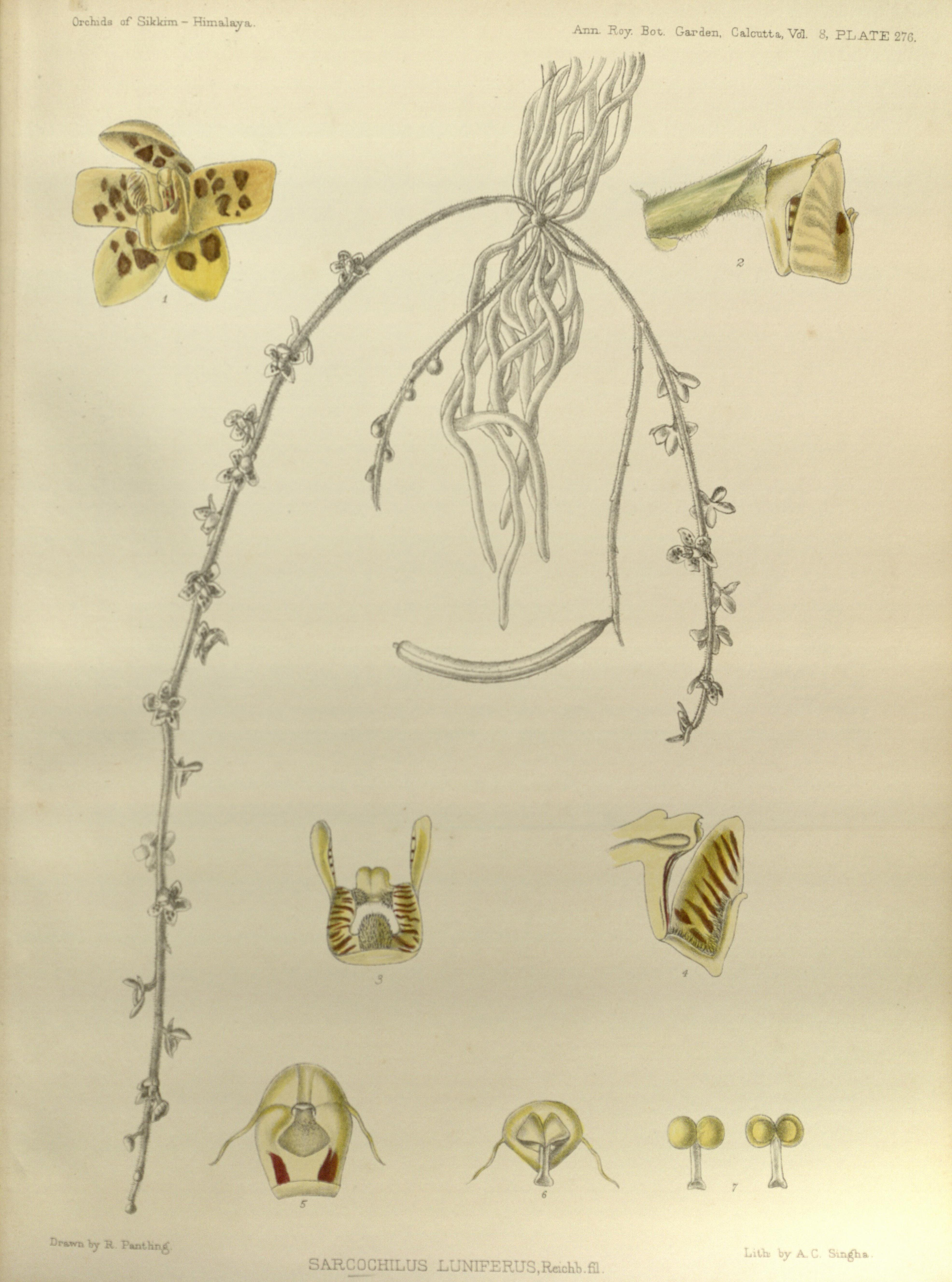